# La Unión (Nariño)
La Unión é um município da Colômbia, localizado no departamento de Nariño.